# محمد العجلان
محمد العجلان (ولد في الرياض عام 1962م / 1382هـ) فنان تشكيلي وخطاط سعودي وباحث في فلسفة الحرف العربي. تتميز أعماله الفنية بالتداخل والتشابك بين الحروف والكتل الحرة، وأقام معرضه الشخصي الأول «السبع معلقات ومعلقة الخط العربي» عام 1995م، وكرم من معهد مسك للفنون بوصفه من رواد الفن التشكيلي السعودي عام 2019م.

## التعليم
تخرج من معهد التربية الفنية في الرياض عام 1983م.

## المعارض الفنية

### المعارض الشخصية
- 1995م: المعرض الأول «السبع معلقات ومعلقة الخط العربي».
- 2012م: المعرض الثاني «والهوى حرف مجيد».
- 2013م: المعرض الثالث «رموز».
- 2013م: المعرض الرابع «بارك جاليري» في لندن.
- 2016م: المعرض الخامس «السبع الرطب».
- 2017م: المعرض السادس «نبي السلام قسورة العرب».[6]
- 2019م: المعرض السابع «الوريقات».[7][8]
- 2019م: المعرض الثامن «حان الآن».
- 2019م: المعرض التاسع «الذين هم».
- 2020م: المعرض العاشر «سُراقة».
- 2021م: المعرض الحادي عشر «أرطبون الحرف».[1]
- 2021م: المعرض الثاني عشر «البُراق».
- 2021م: المعرض الثالث عشر «سبع السلام».
- 2021م: المعرض الرابع عشر «طغرا».
- 2022م: المعرض الخامس عشر «السبع المحلاّة».[3][9]
- 2024: المعرض السادس عشر «السبع الحلي» في الرياض.[10]

### المعارض المشتركة
- سبتمبر 2020م: معرض «بائعات الورد» بالاشتراك مع الفنان خالد العويس.
- 2021م: معرض «جدار لقمان» بالاشتراك مع الفنان خالد العويس.
- 2022م: معرض «لأمرٍ ما» بالاشتراك مع الفنان خالد العويس.[5][11]

## المشاركات
- شارك في كثير من المعارض الجماعية داخل المملكة العربية السعودية وخارجها.
- عُرضت أعماله في آرت دبي، وآرت أبو ظبي، وفي متحف شنغهاي الوطني.
- شارك في معرض اليونيسكو في باريس عام 2019م.[3]
- اختير عضواً في لجنة التحكيم الدولية المشاركة في بينالي الشارقة للخط العربي عام 2022م.[9]

## معرض السبع الرطب
في عام 2019م أنشأ محمد العجلان معرض السبع الرطب، وهو معرض فني مفتوح طوال العام، و يضم صالة لعرض اللوحات فنية، كما ينظم معارض فنية للفنانين التشكيليين.

## التكريم
- كُرم معهد مسك للفنون بوصفه من رواد الفن التشكيلي السعودي عام 2019م.[9]